# Джон Шустер
Джо́н Шу́стер (англ. John Shuster, нар. 3 листопада 1982, Чізолм, США) — американський керлінгіст, олімпійський чемпіон, учасник чотирьох зимових Олімпійських ігор (2006, 2010, 2014). Бронзовий призер Олімпійських ігор 2006 у Турині. Переможець зимової Універсіади 2007. Багаторазовий чемпіон США з керлінгу. Ведуча рука — права.
Золоту Олімпійську медаль та звання олімпійського чемпіона Шустер виборов на Пхьончханській олімпіаді 2018 року, граючи в американській команді скіпа.

## Життєпис
Джон Шустер народився у Чізолмі, штат Міннесота. Займатися керлінгом почав у 1997 році за прикладом власного батька. Закінчив Університет Міннесоти в Дулуті за напрямками «Маркетинг» та «Бізнес адміністрування». У 2003 році вперше у складі збірної США взяв участь у Чемпіонаті світу з керлінгу серед чоловіків, а два роки потому виступив там вдруге.
В 2006 році Шустер у складі збірної вперше став учасником зимових Олімпійських ігор в Турині, де він виступав як ведучий. Американці здобули бронзові нагороди, поступившись лише канадцям та фінам, а сам Шустер продемонстрував доволі непоганий процент виконання кидків — 80%. Через два місяці після завершення Олімпіади збірна США з Джоном у складі посіла четверте місце на Чемпіонаті світу 2006, а сам Шустер став другим серед ведучих за процентним показником виконання кидків (85%). Наступного року американський керлінгіст додав до свого активу «золото» зимової Універсіади 2007 у Турині, а ще рік потому вчетверте став чемпіоном країни. В 2009 році Джона Шустера було визнано найкращим керлінгістом Сполучених Штатів серед чоловіків.
На зимову Олімпіаду 2010 у Ванкувері Шустер поїхав як скіп збірної США. Після «бронзового» успіху в Турині американці зазнали серії просто нищівних поразок і посіли останнє місце у підсумковому заліку. У Джона Шустера гра взагалі не пішла і тренери по ходу турніру навіть прийняли рішення змінити його на запасного гравця Крістофера Пліса, разом з яким американці здобули першу перемогу на змаганнях над шведами.
Після провалу на Іграх у Ванкувері Шустер приєднався до команди Крейга Брауна, де провів один сезон як третій номер, після чого почав формувати власну четвірку, куди увійшли Зак Джейкобсон, Джаред Зезел та Джон Ландстейнер. У 2013 році замість Джейкобсона до команди увійшов Джефф Айзексон. В такому складі четвірка Шустера взяла участь у змаганнях за право участі в зимових Олімпійських іграх 2014, де у фінальній серії завдала поразки четвірці Піта Фенсона.
У лютому 2014 року Шустер у складі команди США боровся за нагороди зимових Олімпійських ігор у Сочі, що стали для нього третіми у кар'єрі. Вдруге поспіль на Іграх Джон виконував роль скіпа команди. З 9 проведених на Іграх матчів американцям вдалося перемогти лише у двох, внаслідок чого вони посіли підсумкове дев'яте місце і до раунду плей-оф не потрапили.
Окрім занять керлінгом Джон Шустер захоплюється риболовлею, полюванням, вейкбордингом, фентезі-футболом та прогулянками з власними собаками. Одружений з жінкою на ім'я Сара, у шлюбі з якою має сина Люка.

## Виступи на Олімпійських іграх
| Змагання                     | Місто    | Місце | % кидків |
| ---------------------------- | -------- | ----- | -------- |
| Зимові Олімпійські ігри 2014 | Сочі     | 9     | 75%      |
| Зимові Олімпійські ігри 2010 | Ванкувер | 10    | 70%      |
| Зимові Олімпійські ігри 2006 | Турин    | 3     | 80%      |